# Црква Светог архангела Гаврила у Дукату
Црква Светог архангела Гаврила у Дукату, насељеном месту на територији општине Гаџин Хан, православни је храм који припада Епархији нишкој Српске православне цркве.
Црква посвећена Сабору Светог архангела Гаврила је храм из римског доба, а обновљен је у периоду од 2009. до 2010. године.